# Fujitas tornadoskala
Fujitas tornadoskala er en skala der opdeler tornadoer i en række klasser fra F0 til F5, hvor F5 er de kraftigste og mest alvorlige. Skalaen er opkaldt efter den amerikanske meteorolog Theodore Fujita. 
| Intensitet | Vind[m/s] | Vindhastighed[km/t] | Skadevirkning |
| ---------- | --------- | ------------------- | ------------- |
| F-0        | 18-32     | 65-115              | Let           |
| F-1        | 33-50     | 118-180             | Moderat       |
| F-2        | 51-70     | 184-252             | Betydelig     |
| F-3        | 71-92     | 255-331             | Svær          |
| F-4        | 93-116    | 335-417             | Voldsom       |
| F-5        | 117-142   | 421-511             | Meget voldsom |

## Eksempler på brug af Fujitas tornadoskala
- F0
- F1
- F2
- F3
- F4
- F5